# Chiesa di San Floriano (Zimella)
La chiesa di San Floriano è la chiesa parrocchiale di Zimella, frazione del Comune di Zimella in provincia di Verona e diocesi di Vicenza; fa parte del vicariato di Cologna Veneta, più precisamente dell'Unità Pastorale Veronella-Zimella.

## Storia
La prima indicazione di una chiesa a Zimella risale al 975. Essa era dedicata a San Vito, ma forse anche ai Santi Modesto, Crescenzia e Floriano. 
Con il passare del tempo si affermò quest'ultimo, come mostra un testamento del 1168.
La chiesa sorgeva nei pressi del Fiume Novo, oggi conosciuto come Guà e presentava un orientamento ovest-est, cioè con l'abside verso il fiume.
Il luogo di culto fu ricostruito nella metà del Cinquecento. Dalle fonti risulta che fosse a navata unica, con tetto a capanna e copertura a capriate a vista.
Nella seconda metà dell'Ottocento si decise di rinnovare quasi totalmente la chiesa a causa del forte degrado, in particolare nell'abside, la zona più vicina al Guà.
Il progetto, affidato all'ingegnere Domenico Piccini, sindaco di Cologna Veneta dal 1866 al 1872, già progettista ed esecutore del Teatro Sociale e della chiesa e della canonica di Sabbion. Si decise di ribaltare l'orientamento della chiesa, costruendo un nuovo presbiterio e una nuova abside dove in precedenza vi era l'ingresso e il piccolo cimitero.
La struttura dell'aula fu adeguata al progetto, ma rimase in sospeso la nuova facciata a causa delle spese affrontate. Questa venne progettata nel 1896 dall'ingegnere Bortolo Bertolaso in stile gotico, inglobando il campanile già esistente.
La chiesa fu consacrata nel 1904 dal Vescovo di Vicenza mons. Antonio Feruglio. 
Durante la Prima Guerra Mondiale si continuò ad abbellire e decorare l'edificio

## Descrizione

### Esterno

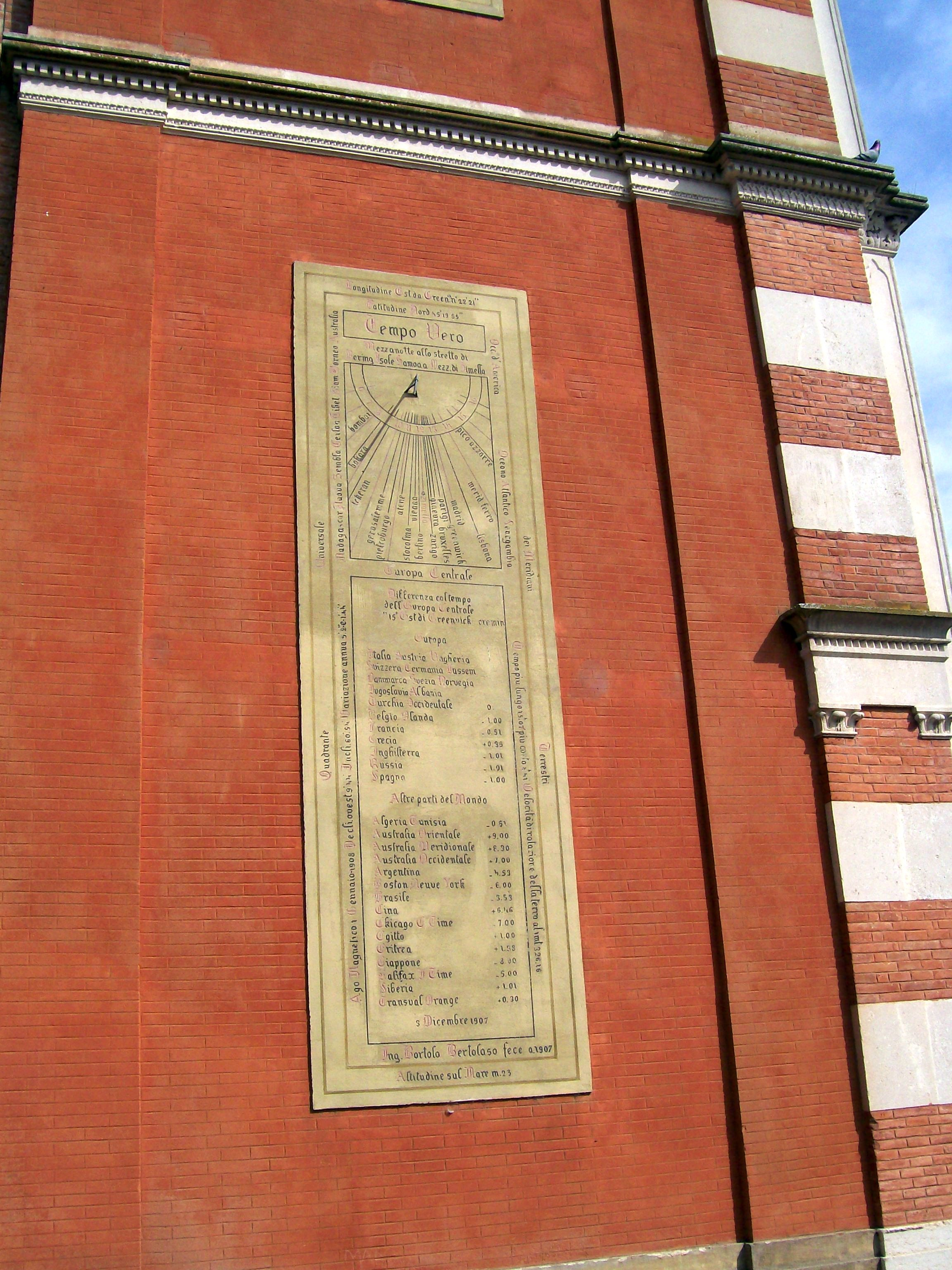
La meridiana inferiore.

La facciata architettura neogotica neogotica ideata dall’ingegner Bertolaso spicca per la sua bicromia, dovuta alle fasce di marmi bianco e rosso e per la sua altezza, voluta per compensare quella del nuovo presbiterio.

L’esigenza di inglobare il campanile nella facciata portò il progettista a creare un corpo laterale parallelo sul lato sinistro, con funzione di battistero.
La facciata è divisa verticalmente in tre parti, definite da lesene. Al centro, in basso, spiccano le tre arcate a sesto acuto, con quella centrale leggermente più alta rispetto alle altre due, sostenute da due colone, che permettono l’accesso all’atrio antistante, nel quale si trovano due ingressi laterali in pietra che fiancheggiano il portale maggiore.

Le due parti affiancate all’atrio presentano i marmi posti a fasce bianco e rosse, con, a metà, degli archetti pensili.

Nella parte alta della facciata, sempre tripartita, troviamo cinque bifore, due nei corpi laterali e tre in quello centrale, sovrastati da un piccolo rosone, su uno sfondo che gioca con la bicromia dei marmi.

A coronare il tutto troviamo cinque pinnacoli gotici e altre decorazioni a coronamento.

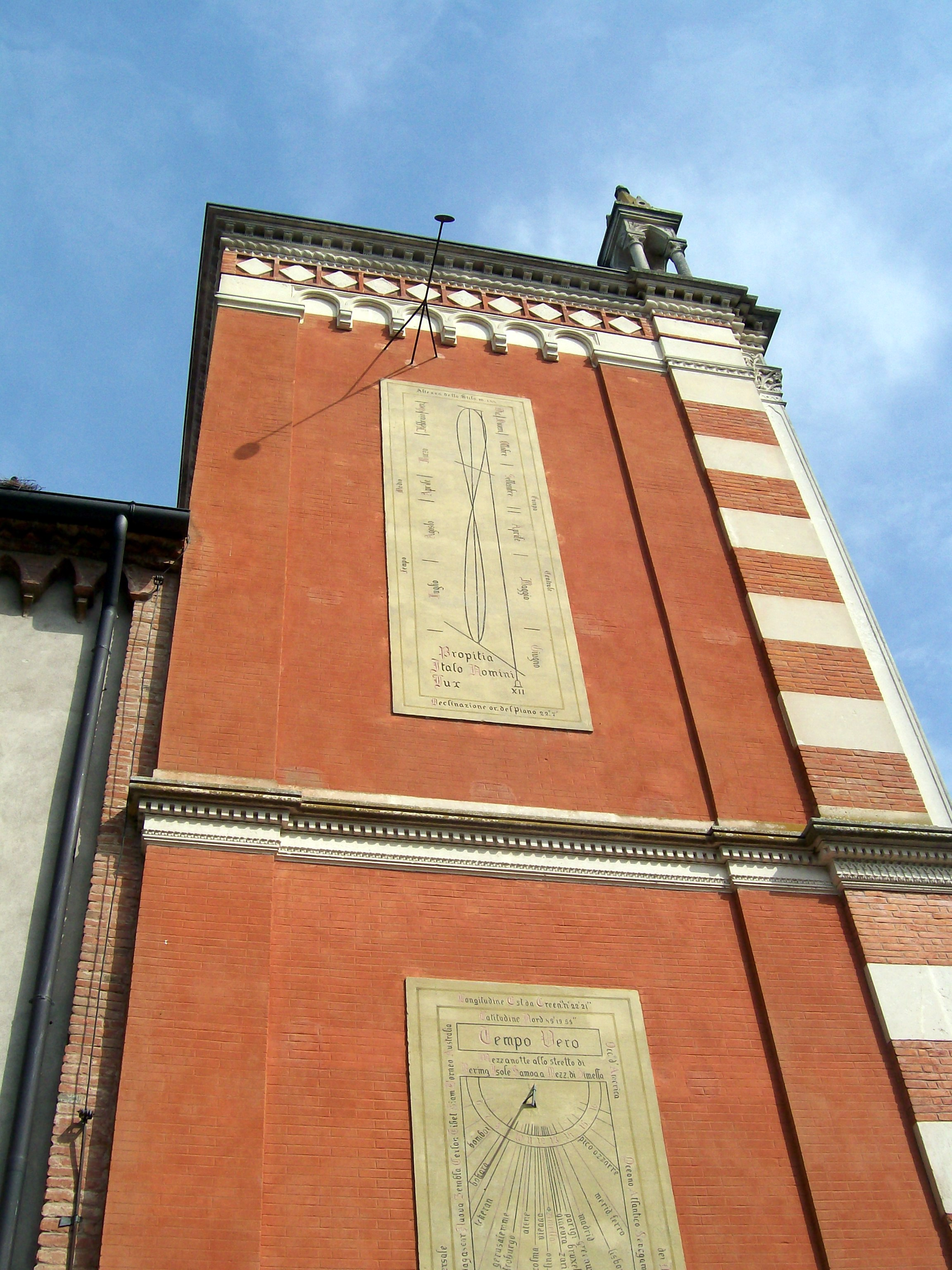
La meridiana superiore.

Da segnalare la presenza delle due meridiane sul lato rivolto a meridione del corpo di facciata, mentre sul lato settentrionale vi è una formella in pietra, forse risalente al 1432 e  appartenente alla chiesa precedente. In essa è raffigurata la Crocifissione del Cristo con la Vergine Maria, Santa Maria Maddalena e San Giovanni. Sopra l'immagine, in una sorta di timpano, vi è il trigramma di Cristo, IHS (Iesus Hominume Salvator).

### Interno
L’interno della chiesa si presenta come un'unica aula con soffitto ad arco ribassato, diviso a metà da una fascia. Un lampadario è collocato proprio al vertice della confluenza dei vari costoni che si aprono sopra gli archi laterali a tutto sesto dove sono collocate le finestre (due monofore e un oculo per lato) e gli altari.

Sia le paraste sia gli archi sono decorati da cordoncini tortili in tufo.
Le vetrate risalgono al 1962 e sono opera del pittore vicentino Pietro Modolo. In esse sono raffigurati l’Immacolata Concezione e il Beato fra’ Claudio Granzotto, l’Assunta e il materialismo, San Floriano di Lorch nel suo martirio, San Giuseppe e il Concilio Vaticano II.
Gli altari laterali, in stile barocco, presentano uno schema simile, con colonne e semicolonne, intarsi e paraste in marmi di vari colori, con angioletti ai vertici.
Partendo da destra rispetto all’ingresso, il primo altare è dedicato all’Annunziata, raffigurata nella parte alta di una pala risalente al XVII secolo. Nella parte bassa sono raffigurati i Santi Rocco e Sebastiano, mentre al centro vi è una statua della Vergine Maria vestita di raso e incoronata, in una nicchia dove in passato trovava posto l’immagine di San Giovanni Battista.
Proseguendo sulla parete destra troviamo, in una nicchia, la statua di San Giuseppe nel posto, dove fino alla seconda metà del XX secolo era collocato un grande pulpito ligneo.
Il secondo altare su questo lato, datato 1746 e proveniente dal vecchio Duomo di Cologna Veneta, presenta nella nicchia la statua della Madonna del Rosario attorniata da quindici medaglioni con i misteri del Santo Rosario. Il simulacro è il frutto di un voto fatto dalla popolazione nel 1886 per essere liberata dal morbo del colera.
Sulla parete sinistra il primo altare presenta la pala della Madonna della cintura con i Santi Agostino e Bernardino da Siena, databile al 1560 e opera di Andrea Michieli detto il “Vicentino”, allievo di Giovanni Battista Maganza. Una statua di Sant'Antonio di Padova è collocata al posto del tabernacolo.
Sulla parete, contrapposta alla già citata statua di S. Giuseppe, in una nicchia si trova la statua di San Floriano, mentre nel secondo altare, anch’esso proveniente dal vecchio Duomo di Cologna Veneta, vi è una pala raffigurante la Crocifissione di Gesù con i Santi Gregorio Magno e Agostino, opera del veronese Serafino Serafini del 1587.
La cappellina del battistero, con soffitto a vela e tre lunette all’interno di archi con capitelli a peduccio. Nella lunetta centrale è rappresentato il Battesimo di Gesù, mentre in quelle laterali vi sono due giovani martiri, forse i Santi Floriano e Vito,.
Il presbiterio è a base quadrata. Agli angoli sorgono altrettanti pilastri che sorreggono le volte e la cupola semisferica; essi hanno due paraste più grandi e due più piccole contrapposte tra loro.

Ancora oggi il presbiterio è circondato dalle balaustre anche se i cancelletti lignei sono stati rimossi dopo la riforma liturgica del Vaticano II.
L’altare maggiore presenta una mensa antica e un paliotto intarsiato in marmi policromi, mentre la parte dove poggiano il tabernacolo, sovrastato dal Crocifisso, e i candelieri è più recente. Va detto che le statue, raffiguranti i Santi Vito e Modesto, in pietra di Nanto, sono settecentesche, opere firmate da Giovanni Calvi.
L’abside semicircolare, decorata con tre archi ribassati, presenta due monofore che introducono la luce naturale nell’edificio.
In sacrestia vi sono alcune antiche pale, la cui provenienza è forse legata ad un oratorio. In esse sono raffigurati San Bartolomeo e un angelo, la Santissima Trinità e due santi con stemma nobiliare alla base (forse della famiglia Calderari), la Madonna di Loreto e San Carlo Borromeo.
Alla parete è posto un Crocifisso per uso processionale, mentre altri due, portatili, sono ai lati del bancone per i paramenti liturgici.
In altra stanza vi sono le statue della Madonna col Bambino, di San Floriano, dell’Immacolata e di Sant'Agnese, oltre ad apparati lignei dorati per decorare l’altare maggiore durante le Quarant'ore.

#### L'organo
Nell’abside è collocato l’organo del 1876 realizzato da Bonatti e restaurato per la prima volta nel 1929 da Zordan.

## Campanile e campane

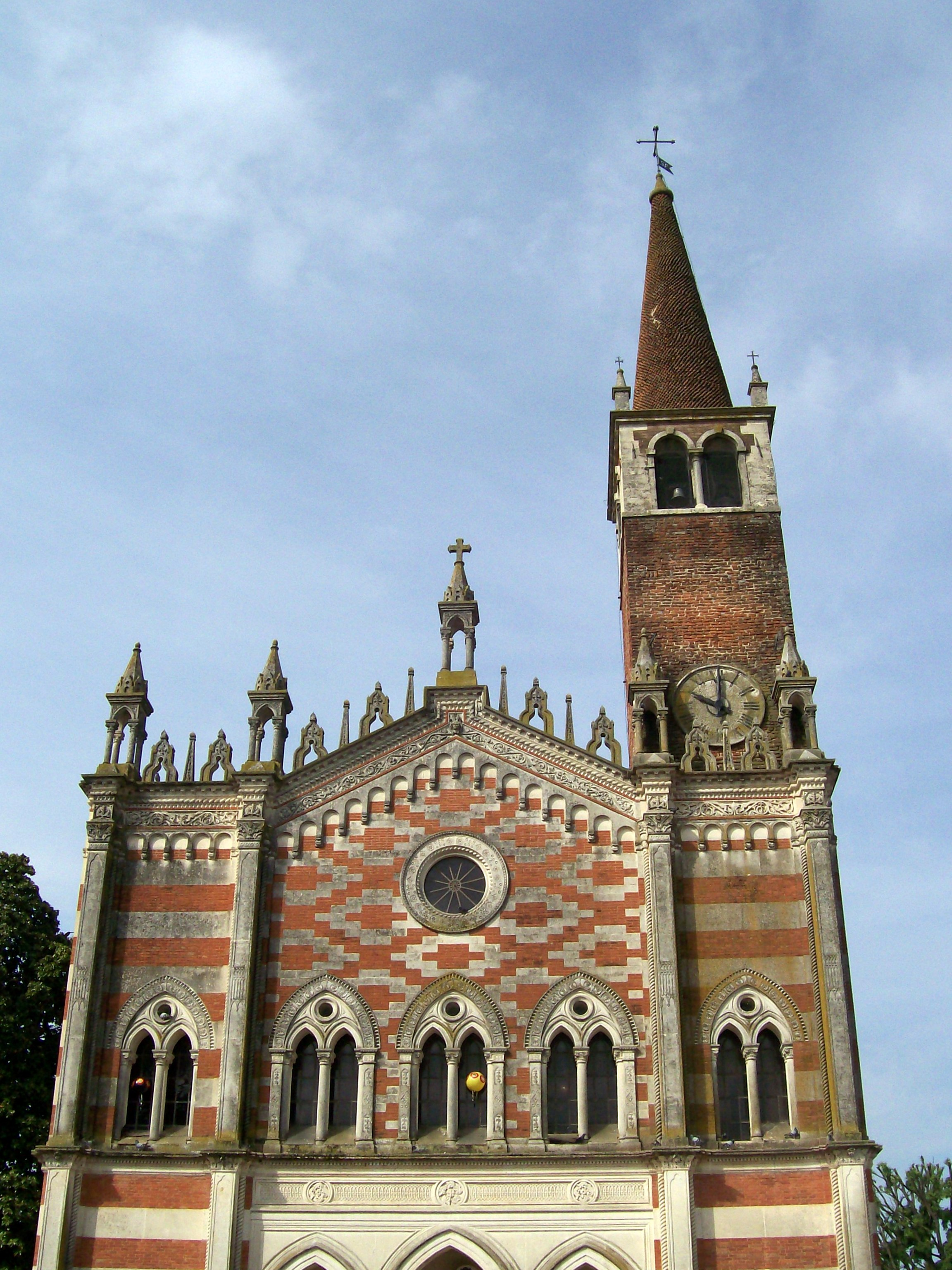
Il campanile, inglobato nella faciata.

Il campanile, inglobato nella facciata, è antecedente all’attuale chiesa. A base quadrata, presenta una canna in cotto, mentre la cella campanaria è in pietra con elementi sempre in cotto, con bifore con archi a tutto sesto, una per ogni lato della torre.

L’alta copertura a pigna è attorniata da quattro piccole guglie agli angoli.
Il concerto campanario presente oggi sulla torre è composto da 3 campane in RE3, montate veronese ed elettrificate.

Questi i dati del concerto:
1 – RE3 – diametro 1259 mm - peso 1131 kg - Fusa nel 1930 da Colbachini di Padova.
2 – MI3 – diametro 1112 mm - peso 773 kg - Fusa nel 1930 da Colbachini di Padova.
3 – FA#3 – diametro 974 mm – peso 534 kg - Fusa nel 1930 da Colbachini di Padova.
Risulta presente anche una campana da richiamo proveniente da una nave ucraina e fusa nel 1969. Fu donato alla parrocchia dalla ditta che elettrificò le campane.

## La riproduzione della Grotta di Lourdes

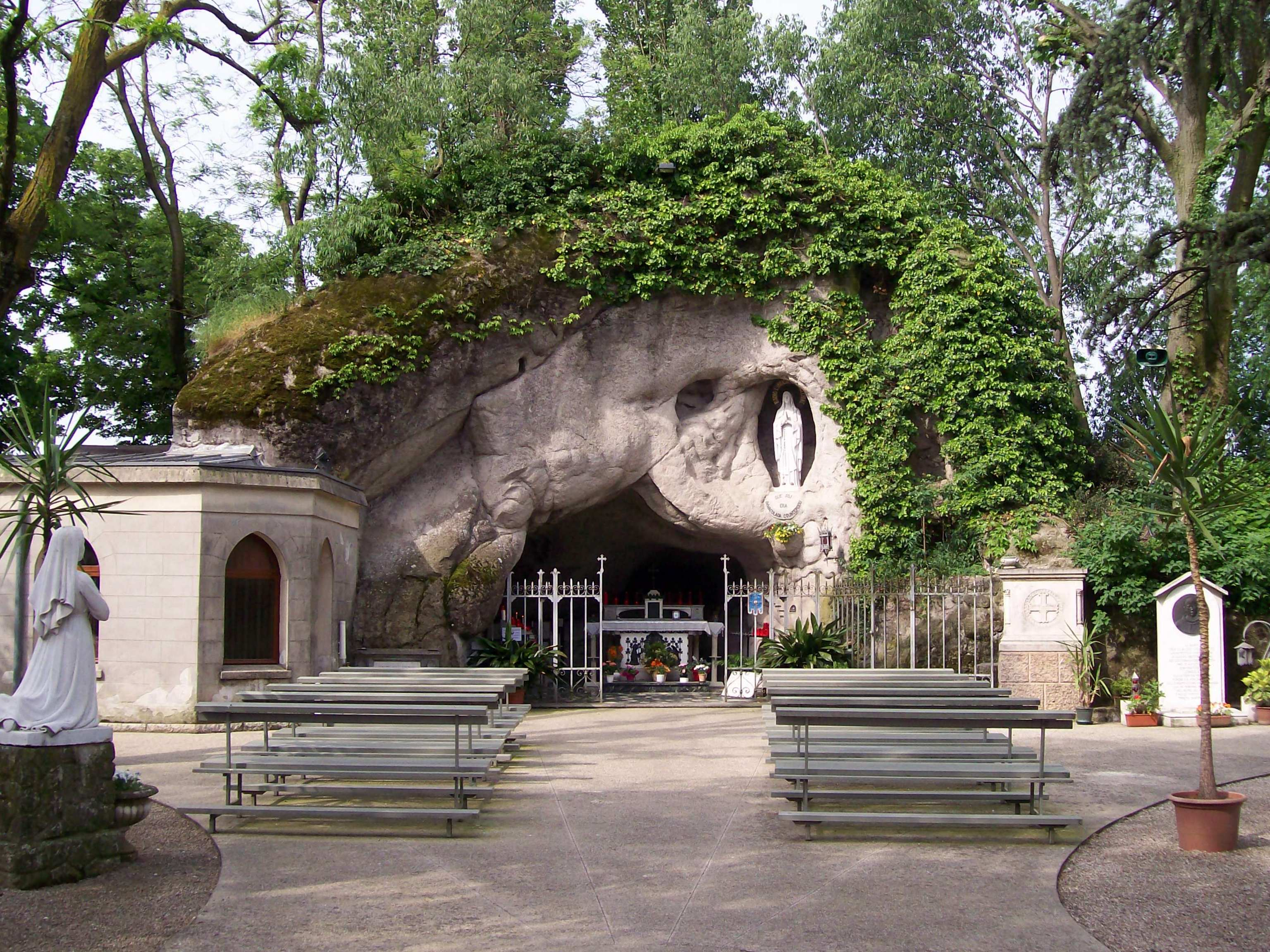
La riproduzione della grotta di Lourdes dietro la chiesa.

Dietro l'abside della chiesa, dove in passato sorgeva il cimitero sorge una riproduzione della Grotta di Massabielle, voluta dal parroco don Umberto Dalla Valle negli anni Trenta del Novecento per soddisfare un voto fatto alla Madonna di Lourdes.
Fu progettata dal Beato Fra' Claudio Granzotto e realizzata tra il 1938 e il 1942.